# Demonax virescens
Demonax virescens är en skalbaggsart som beskrevs av Aurivillius 1928. Demonax virescens ingår i släktet Demonax och familjen långhorningar.
Artens utbredningsområde är Filippinerna. Inga underarter finns listade i Catalogue of Life.